# FK Lokomotiv Moskva
FK Lokomotiv Moskva (ryska: Локомотив Москва, Lokomotiv Moskva), är en rysk fotbollsklubb från Moskva. Klubben grundades 1922 och spelar sina hemmamatcher på RZD Arena.

## Historia
Lokomotiv Moskva grundades 12 augusti 1923 som Oktoberrevolutionens klubb och fick 1931 namnet Kazanka. 1936 antogs det nuvarande namnet. Under sovjettiden var man en del av Lokomotiv, ett sportförbund kopplat till det sovjetiska transportministeriet och de statliga järnvägarna. 

## Spelartrupp
Korrekt per den 22 januari 2022
| 1  | Ryssland | Guilherme        | 12 december 1985 | Athletico Paranaense (-07) |
| 53 | Ryssland | Daniil Khudyakov | 9 januari 2004   | FK Lokomotiv Moskva        |
| 60 | Ryssland | Andrey Savin     | 30 augusti 1999  | Nosta Novotroitsk (-19)    |

| 2  | Ryssland  | Dmitri Zhivoglyadov | 29 maj 1994      | Ufa (-19)              |
| 3  | Brasilien | Pablo               | 21 juni 1991     | Bordeaux (-21)         |
| 16 | Kroatien  | Tin Jedvaj          | 28 november 1995 | Bayer Leverkusen (-21) |
| 18 | Ukraina   | Mark Mampassi       | 12 mars 2003     | Sjachtar Donetsk (-22) |
| 24 | Ryssland  | Maksim Nenakhov     | 13 december 1998 | Akhmat Groznyj (-21)   |
| 28 | Finland   | Boris Rotenberg     | 19 maj 1986      | Dynamo Moskva (-16)    |
| 31 | Polen     | Maciej Rybus        | 19 augusti 1989  | Lyon (-17)             |
| 74 | Ryssland  | Artur Chyorny       | 11 februari 2000 | FK Lokomotiv Moskva    |

| 4  | Ryssland      | Stanislav Magkeyev      | 27 mars 1999      | FK Lokomotiv Moskva     |
| 5  | Ryssland      | Konstantin Maradishvili | 7 februari 2000   | CSKA Moskva (-21)       |
| 6  | Ryssland      | Dmitrij Barinov         | 11 september 1996 | FK Lokomotiv Moskva     |
| 7  | Nederländerna | Gyrano Kerk             | 2 december 1995   | Utrecht (-21)           |
| 8  | Frankrike     | Alexis Beka Beka        | 29 mars 2001      | Caen (-21)              |
| 10 | England       | Tino Anjorin            | 23 november 2001  | Chelsea (-21)           |
| 11 | Ryssland      | Anton Mirantjuk         | 17 oktober 1995   | FK Lokomotiv Moskva     |
| 17 | Ryssland      | Rifat Zhemaletdinov     | 20 september 1996 | Rubin Kazan (-18)       |
| 49 | Ryssland      | Grigory Borisenko       | 15 april 2002     | FK Lokomotiv Moskva     |
| 69 | Ryssland      | Daniil Kulikov          | 24 juni 1998      | FK Lokomotiv Moskva     |
| 71 | Ryssland      | Nair Tiknizyan          | 12 maj 1999       | CSKA Moskva (-21)       |
| 73 | Ryssland      | Maksim Petrov           | 18 januari 2001   | FK Lokomotiv Moskva     |
| 75 | Ryssland      | Sergei Babkin           | 25 september 2002 | Anzji Machatjkala (-19) |
| 90 | Belarus       | Kirill Zinovich         | 5 mars 2003       | FK Minsk (-21)          |
| 94 | Ryssland      | Dmitri Rybchinsky       | 19 augusti 1998   | FK Lokomotiv Moskva     |

| 9  | Tjeckien | Jan Kuchta      | 8 januari 1997 | Slavia Prag (-22) |
| 25 | Guinea   | François Kamano | 1 maj 1996     | Bordeaux (-20)    |

### Fotnoter
1. ↑  ”Team”. transfermarkt.co.uk (Transfermarkt). http://www.transfermarkt.co.uk/lokomotiv-moscow/startseite/verein/932. Läst 24 februari 2020.